# A30高速公路 (葡萄牙)
A30高速公路（葡萄牙語：A30），是葡萄牙里斯本一條高速公路。呈南北走向，南起殷皇子大馬路，北至莫什卡維德。
全長9.5公里，有四處交流道。1998年通車。